# 東禅寺義長
東禅寺 義長（とうぜんじ よしなが）は、戦国時代から安土桃山時代にかけての武将。大宝寺氏の家臣。一説には前森蔵人を名乗っていたが、東禅寺城主となり東禅寺姓を名乗るようになったといわれる。

## 生涯
天文13年（1544年）、誕生。土佐林禅棟らと共に大宝寺義氏の擁立に奔走し、義氏の娘を娶る。しかしその後、酒田港の利権などをめぐって対立。天正11年（1583年）、最上義光と通じて弟・勝正と共に主君・義氏を自害させる。この際、庄内の諸豪族・国人衆のほとんどがこれに同調している。このため、義氏の弟・義興から仇として狙われたが、天正15年（1587年）に最上氏の援助を得ることで義興も自害させた。その後、最上氏によって庄内支配を任される。しかし、恩賞配分に対する不服などから、庄内の国人衆に反発された。
天正16年（1588年）、大宝寺義勝を擁する本庄繁長率いる上杉軍が侵攻してくると庄内の国人は上杉氏に内通。十五里ヶ原の戦いで敗れて討死した。

## 登場作品
- 藤沢周平「残照十五里ヶ原」